# Colitis isquèmica
La colitis isquèmica és un trastorn en el qual degut a un subministrament inadequat de sang es produeixen inflamació i lesions de l'intestí gros. Tot i que és poc freqüent a la població general, la colitis isquèmica es produeix amb més freqüència en la gent gran i és la forma més comuna d'isquèmia intestinal. Les causes de la reducció del flux sanguini poden inclouen canvis en la circulació sistèmica (per exemple, tensió arterial baixa) o factors locals com la constricció dels vasos sanguinis o un coàgul de sang. En la majoria dels casos, no es pot identificar cap causa concreta.
La colitis isquèmica se sol sospitar en funció del quadre clínic, l'examen físic i els resultats de les proves de laboratori; el diagnòstic es pot confirmar mitjançant endoscòpia (habitualment una colonoscòpia, o una sigmoidoscòpia). La colitis isquèmica pot abastar un ampli espectre de gravetat; la majoria dels pacients reben un tractament de suport i es recuperen completament, mentre que una minoria amb isquèmia molt greu pot desenvolupar una sèpsia, i de vegades morir.
Els pacients amb colitis isquèmica lleu a moderada solen ser tractats amb líquids IV, analgèsia i repòs intestinal (és a dir, sense menjar ni aigua per via oral) fins que els símptomes desapareixen. Aquells amb isquèmia severa que desenvolupen complicacions com ara una sèpsia, una gangrena o una perforació intestinals; i solen requerir intervencions més agressives com ara cirurgia i cures intensives. La majoria dels pacients es recuperen completament; ocasionalment, després d'una isquèmia severa, els pacients poden desenvolupar complicacions a llarg termini com ara una estenosi o colitis crònica.

## Signes i símptomes
Els símptomes de la colitis isquèmica varien en funció de la gravetat de la isquèmia. Els signes primerencs més comuns de colitis isquèmica inclouen dolor abdominal (sovint al costat esquerre), amb quantitats lleus a moderades d'hemorràgia rectal. La sensibilitat de les troballes entre 73 pacients foren:
- Dolor abdominal (78%)
- Sagnat del tracte gastrointestinal inferior (62%)
- Diarrea (38%)
- Febre superior a 38°C (34%)